# Westborough (condado de Worcester, Massachusetts)
Westborough é um lugar designado pelo censo localizado no condado de Worcester no estado estadounidense de Massachusetts. No Censo de 2010 tinha uma população de 4.045 habitantes e uma densidade populacional de 819,83 pessoas por km².

## Geografia
Westborough encontra-se localizado nas coordenadas 42° 16′ 03″ N, 71° 37′ 03″ O. Segundo a Departamento do Censo dos Estados Unidos, Westborough tem uma superfície total de 4.93 km², da qual 4.89 km² correspondem a terra firme e (0.89%) 0.04 km² é água.

## Demografia
Segundo o censo de 2010, tinha 4.045 pessoas residindo em Westborough. A densidade populacional era de 819,83 hab./km². Dos 4.045 habitantes, Westborough estava composto pelo 86.33% brancos, o 1.33% eram afroamericanos, o 0.15% eram amerindios, o 6.7% eram asiáticos, o 0% eram insulares do Pacífico, o 3.61% eram de outras raças e o 1.88% pertenciam a duas ou mais raças. Do total da população o 6.21% eram hispanos ou latinos de qualquer raça.